# Petitia
Petitia  é um gênero botânico da família Lamiaceae.

## Espécies
| - Petitia amalago - Petitia diamentensis - Petitia domingensis - Petitia oleina - Petitia poeppigii | - Petitia quinduensis - Petitia scabra - Petitia tenuifolia - Petitia urbanii |